# 中国大酒店

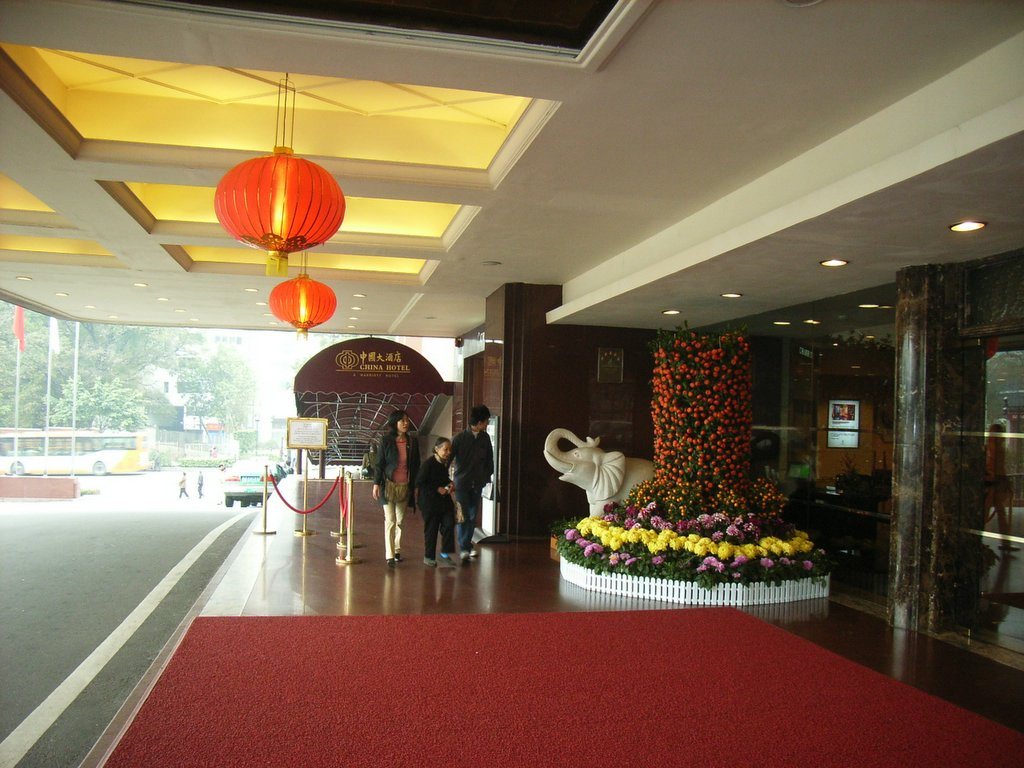
中国大酒店的正门候车处

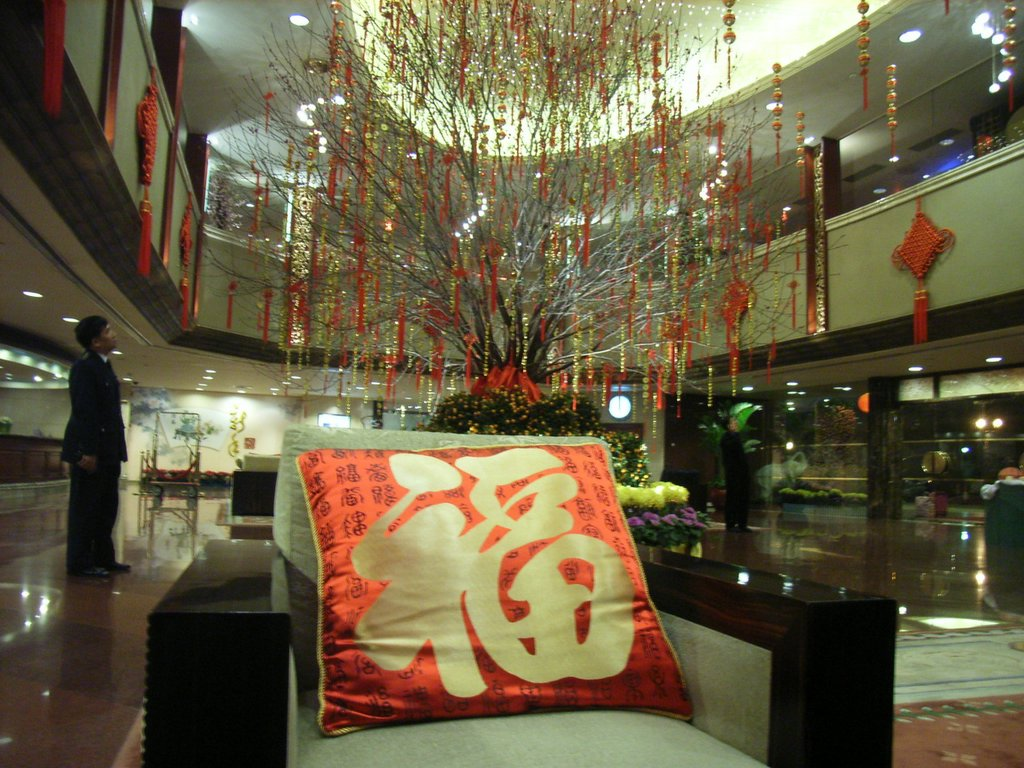
中国大酒店的大堂

中国大酒店位于中华人民共和国广东省广州市越秀区流花路122号，是一家五星级酒店。它的发展商是香港新世界发展、长江实业、恒基兆业、新鸿基地产、合和实业及新鸿基证券公司。1984年落成开业，是中国大陆第一间中外合资经营的酒店，1998年重新裝修。
酒店佔地面积1.9万平方米，建筑面积16.8万平方米，主楼19层，高62米。酒店由五星级酒店、住宅和商业大厦（写字楼及商场）三部分组成。酒店有1013间标准客房，11个餐厅，总座位数达2186个。目前这座酒店隶属于廣州嶺南國際企業集團有限公司。

## 歷史
由香港的新世界发展、长江实业、恒基兆业、新鸿基地产、合和实业5大华资地产集团与最大的华资证券公司新鸿基证券投资。1980年4月10日，由香港六大财团领军人物胡应湘、郑裕彤、李嘉诚、冯景禧、郭得胜和李兆基等组成的新合成发展有限公司，与穗方的羊城服务发展公司（现羊城兆业企业集团有限公司前身），签署了合作经营合同，投资1.25亿美元，兴建中国大酒店。合作方式是港方出资，穗方出地，酒店利润双方各按50％分配，酒店由港方全权管理，经营20年后，归穗方所有。1980年3月25日，广东省对外经济工作委员会出具了《关于广州市与港商合作建造象岗宾馆有关问题的批复》（粤外委[1980]42 号），批复同意由港方提供资金、中方提供土地使用权的方式合作建造并经营象岗宾馆（暂定名，后经协商更名为：中国大酒店）。
1983年，酒店建筑设计师胡应湘在几个候选地址中挑选了越秀山西面的小小山岗——象岗山。象岗山是一个高约30米的小山丘，酒店施工时，被削低了17米的象岗山显现出一道约30厘米宽、2米长的裂缝，施工人员立即向市文物管理委员会报告。市文物管理委员会的专家赶到现场，发现竟然是古代南越国第二代帝王赵眜的陵墓（南越王墓），在陵墓内共出土随葬品1000多件，被认为是岭南地区已发现的陵墓当中，规模最大，随葬品最多，墓主人身份最高的陵墓。陵墓內出土絲縷玉衣，玉衣内僅剩下已腐朽成粉末状的骨渣，只在玉衣的头罩部分尚有少许残颅骨片。该墓出土還出土“文帝行玺”金印，說明在他生前曾自封为“南越文帝”。1988年，在他陵墓的原址建成“西汉南越王墓博物馆”。随后又出土了比金镂玉衣历史还要悠久的皇帝特赐玉衣、“文帝行玺”龙钮金印等大批珍贵历史文物及各种青铜乐器、金银器、玉石器、象牙器、陶器、铁器等数千件（组）。不但印证和填补了南越国的历史，为五羊古城平添了一座揭示岭南渊远文化的标志性文物西汉南越王墓博物馆。
1983年9月5日，中国大酒店注册成立，设立时注册资本人民币2亿元。1984年5月22日下午，胡耀邦在任仲夷的陪同下參觀落成不久的中國大酒店。在18樓套房參觀時，胡耀邦應邀為酒店題字，用毛筆寫下「中國大酒店」五個大字。1985年5月3日，广州市对外经济贸易委员会出具了《对中国大酒店第二次补充协议的批复》（穗外经贸[1985]361 号），批复同意中国大酒店合作年限由十五年延长至二十年，从 1984年6月10日酒店正式开业之日起计。
中国大酒店的资产将达到17~18亿元左右，酒店目前累计营业收入70多亿元，实现利润30多亿元，开业九年已经偿清本息。2002年12月25日，广州市对外贸易经济合作局出具了《关于合作经营中国大酒店调整投资总额与注册资本的批复》（穗外经贸资[2002]668号），批复同意香港新合成发展有限公司减少投资，中国大酒店投资总额和注册资本均由23,044万美元减少至15,531万美元；批复同意中国大酒店合作期限提前至2004年6月9日。港方退出投资，变更为国有独资公司。产权将“回归”广州市政府，新业主为羊城兆业企业集团有限公司。据透露，中国大酒店将继续由万豪国际酒店集团进行管理，并谋求产权的多元化和上市。2007年7月28日开始对中国大酒店进行了彻底地改造。改造后的酒店将以打造国际级商务酒店为市场定位。
2018年11月1日，中国大酒店与万豪国际集团的管理合同到期，转由业主岭南酒店管理。

## 邻近景点
- 越秀公园
- 流花湖公园
- 中山纪念堂
- 南越王墓
- 陈家祠
- 廣交會流花路展馆（展館已撤銷）
- 北京路步行街
- 广东广播中心大楼（广东广播电视台人民北大院）

## 邻近交通
- 广州地铁2号线 越秀公园站
- 广州地铁11号线 流花站
- 广州站